# 石灰沈着性腱板炎
石灰沈着性腱板炎（せっかいちんちゃくせいけんばんえん）とは、肩に存在する腱板の内部でリン酸カルシウムが結晶化して沈着したことによって発生する炎症のことである。このため、肩に痛みが出るなどの問題が発生する。なお、石灰沈着性腱炎（せっかいちんちゃくせいけんえん）や、石灰性腱炎（せっかいせいけんえん）などとも呼ばれる。

## 病理
石灰沈着性腱板炎は、肩にある腱板の内部でリン酸カルシウムが結晶化したことが原因で、その周囲に炎症が起こって発生し、その結果、痛み出したり、肩の可動性が損なわれたりする

。
病名に「石灰」と付くものの、炭酸カルシウムが沈着するわけではない。腱板内で結晶化したリン酸カルシウムは、発症初期の頃は濃厚なミルク状であり、この時点であれば、痛みを早期に無くすために、腱板に注射針を刺して、ミルク状のリン酸カルシウムの結晶を吸引して取り除くという治療も行われる

。
発症から時が経つにつれて、濃厚なミルク状だったものが、徐々に粘度を増して、さらには硬く変化してゆく

。
こうして硬く沈着したリン酸カルシウムの結晶が原因で、強い痛みが時々再発するようになることもあり、また、肩の動きに大きな支障が出る場合もある

。
ただ、沈着したリン酸カルシウムの粘度や硬さなどはともかくとして、リン酸カルシウムの結晶が、より多く溜まると痛みが増してゆく

。
さらに、腱板を突き破って滑液包へとリン酸カルシウムの結晶が漏出すると、患者は激痛に襲われる

。

## 症状
石灰沈着性腱板炎を発症すると、多くの患者は、肩に痛みが突然現れたという症状を訴える

。
場合によっては、睡眠が妨げられるほどの痛みを訴えることもある。また、肩の可動性が低下し、患側の肩や上腕を動かせないこともある。この他、上腕骨大結節に圧痛を認めることが知られている

。

## 検査
- X線撮影で、上腕骨大結節近傍に、X線の吸収像を認める。
- リン酸カルシウムが沈着している位置や、その範囲を調べるために、CT検査や超音波検査などを実施する場合もある。
- drop arm test (-)により腱板断裂{drop arm test(+)}と鑑別する。

## 鑑別疾患
五十肩と似た症状を訴える患者もいるものの、X線撮影をすると肩に結晶化したリン酸カルシウムが、X線を吸収した像として写る点が五十肩と異なっている。

## 疫学
石灰沈着性腱板炎は、40歳代から50歳代の女性に好発する

。

## 治療

### 保存的治療

#### 急性期
まだ腱板内で結晶化したリン酸カルシウムがミルク状であるならば、まずは、そこに注射針を指して吸引して抜き取る

。
あとは、患部を固定するなどして、患部の安静を図る。場合によっては炎症を抑えるために、非ステロイド性抗炎症薬の内服、または、滑液包内にステロイド系抗炎症薬の注射用製剤を注射する。特に強い痛いを訴える場合には、対症療法として、滑液包内に局所麻酔薬を注射して痛覚を麻痺させる方法をとる

。

#### 回復期
急性期の治療によって痛みが充分に取れたところで、肩への温熱療法を行ったり、同様の効果を狙って患者には入浴を薦めたりもする。さらには、運動療法を試みる場合もある

。

#### その他
シメチジンの内服を行うと、石灰化が軽快すると言われている。

### 手術
以上のように保存的な治療をすることが多いものの、もしも痛みが強く、肩の可動性に大きな支障が出た状態を、保存的治療での回復は難しいとなった場合には、手術の適応となり得る

。